# Tales of Destiny
Tales of Destiny é um jogo de videogame de RPG da Namco Para PlayStation e PlayStation 2.

## Lançamento
O jogo foi lançado originalmente para PlayStation em 23 de Dezembro de 1997, no Japão e 30 de Setembro de 1998,
nos EUA. No Japão, o RPG ainda ganhou um remake para Playstation 2, em 30 de Novembro de 2006.